# Kukulcania arizonica
Kukulcania arizonica és una espècie d'aranya araneomorfa de la família Filistatidae. Com el seu nom suggereixen, aquesta aranya es troba només a Arizona (Estats Units). Es tracta d'una aranya de color negre amb una textura. Construeix un tub de seda en una esquerda, sovint en la paret d'un edifici, amb fils de seda que irradia de l'entrada. La femella, de prop de 13 mm de longitud, poden viure durant diversos anys. El mascle és més aviat diferents, amb les cames notablement més llargues.